# Schloss Brežice

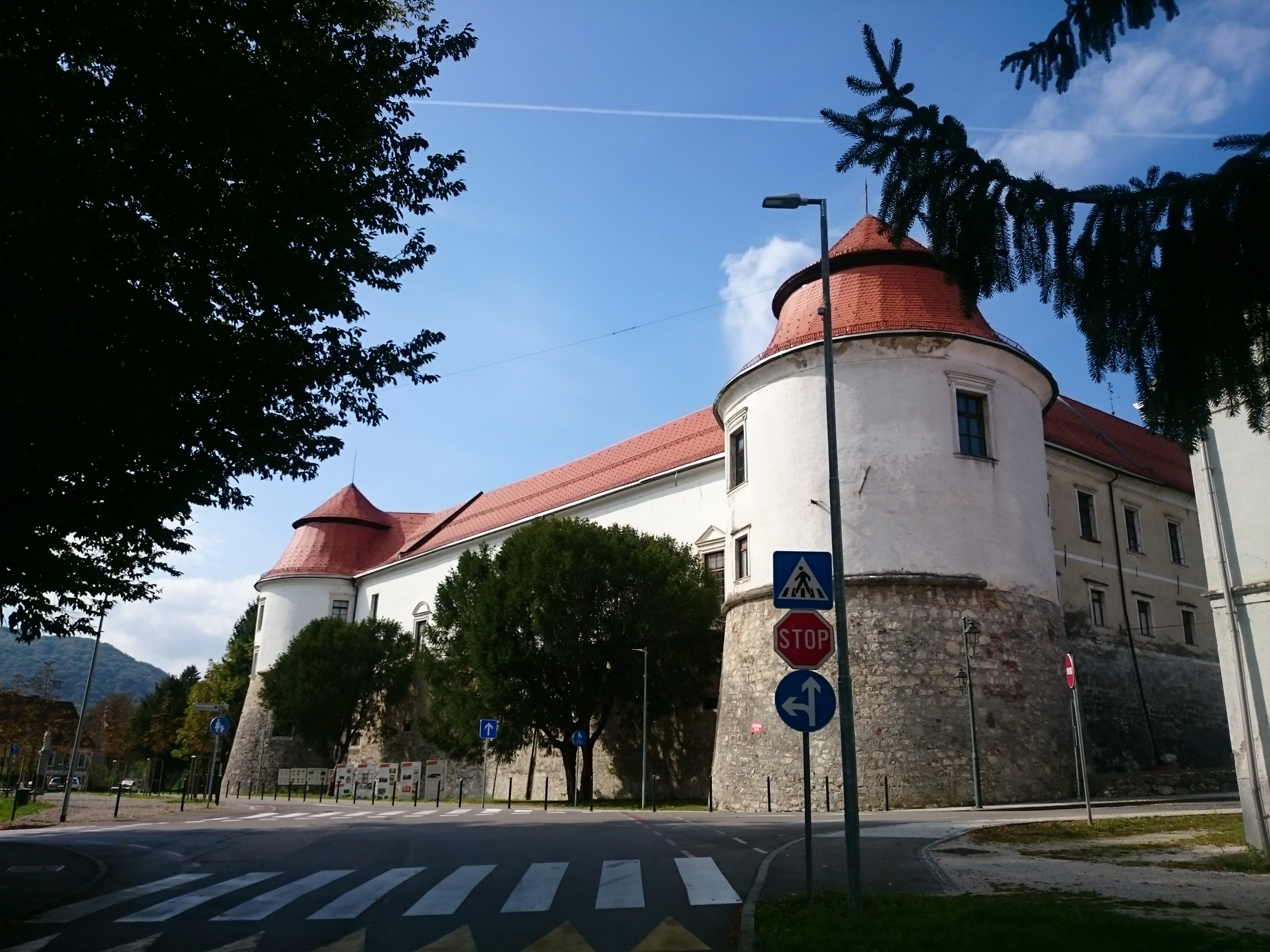
Schloss Brežice

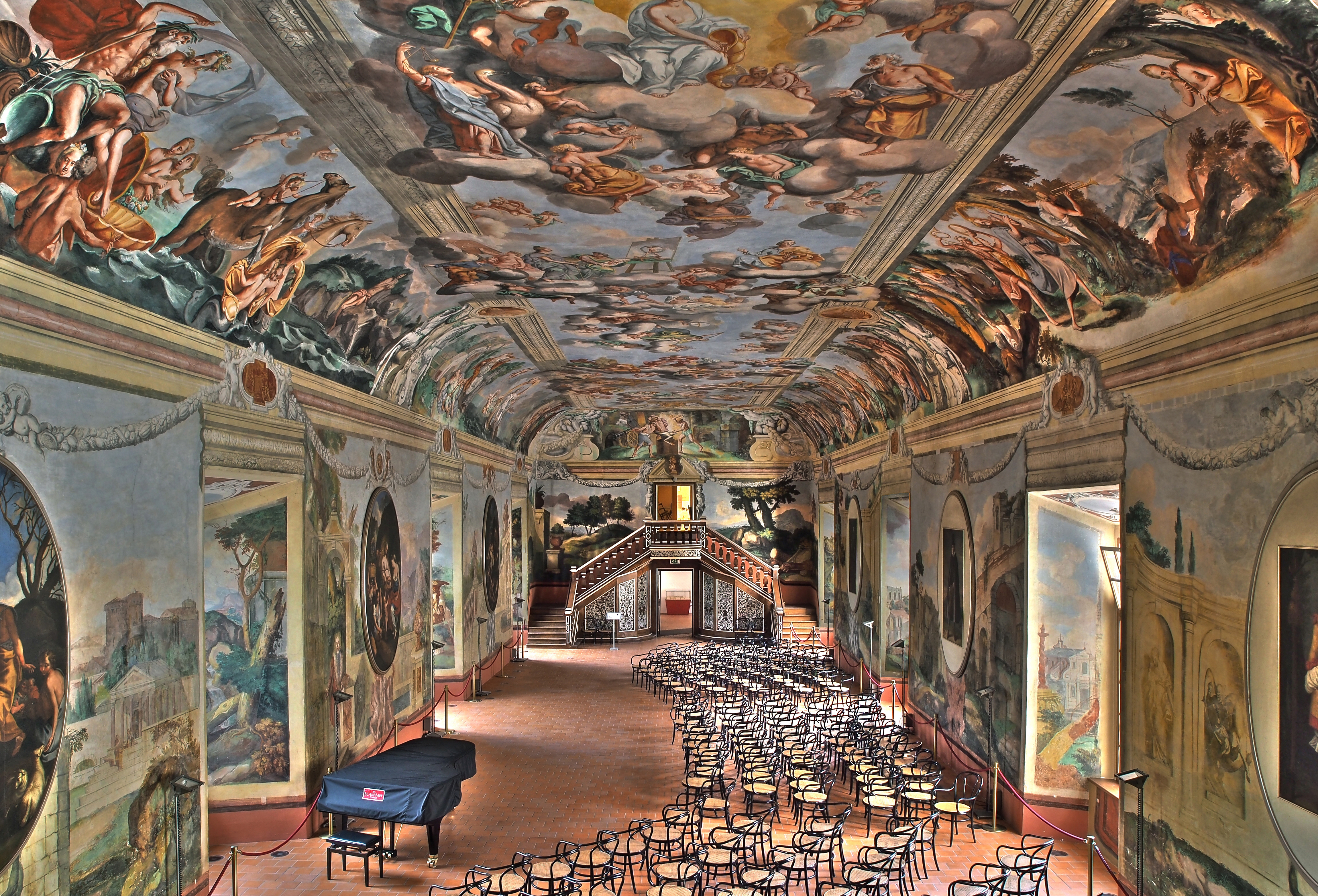
Rittersaal von Schloss Brežice

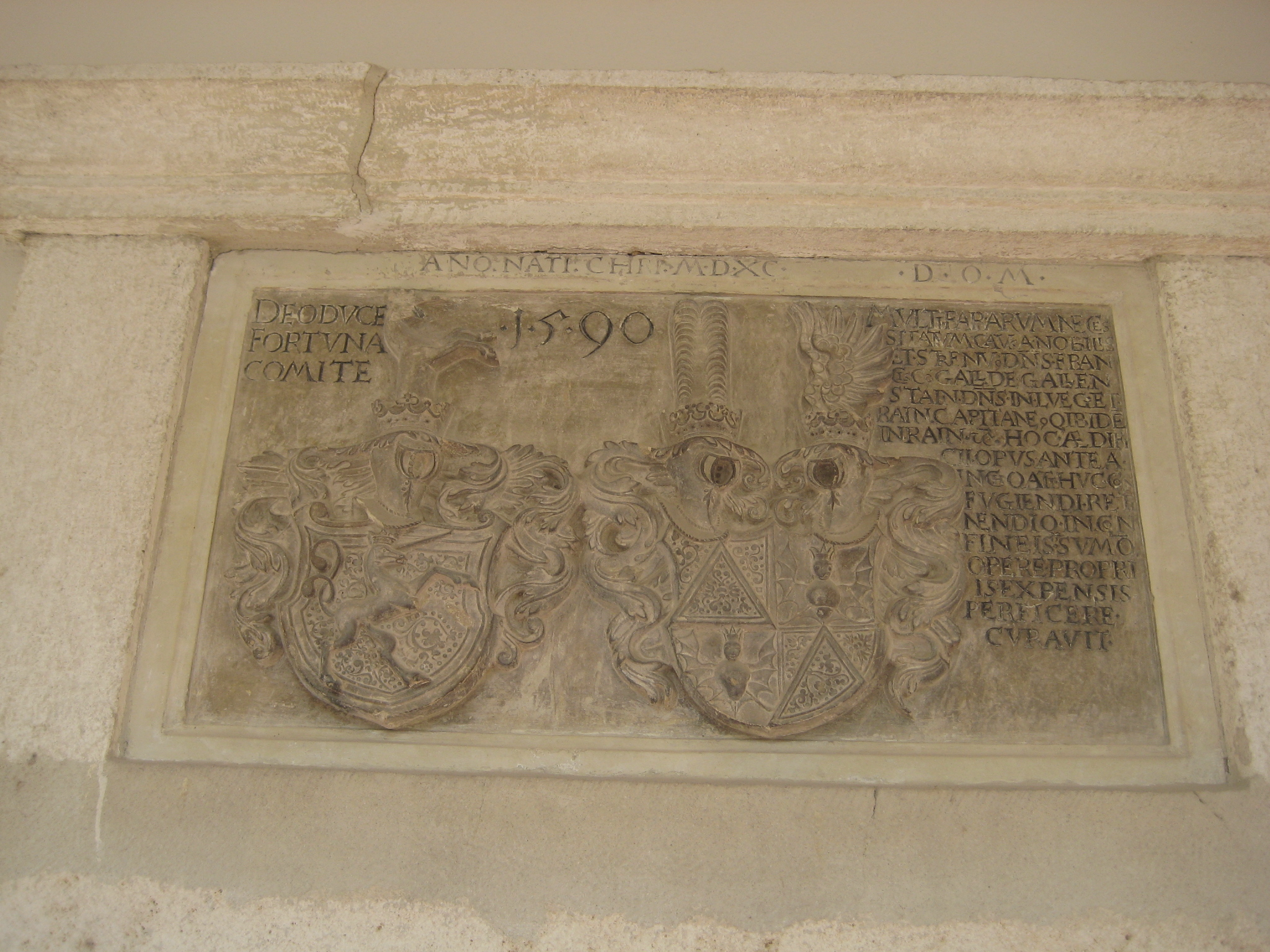
Wappenstein aus dem Jahr 1590

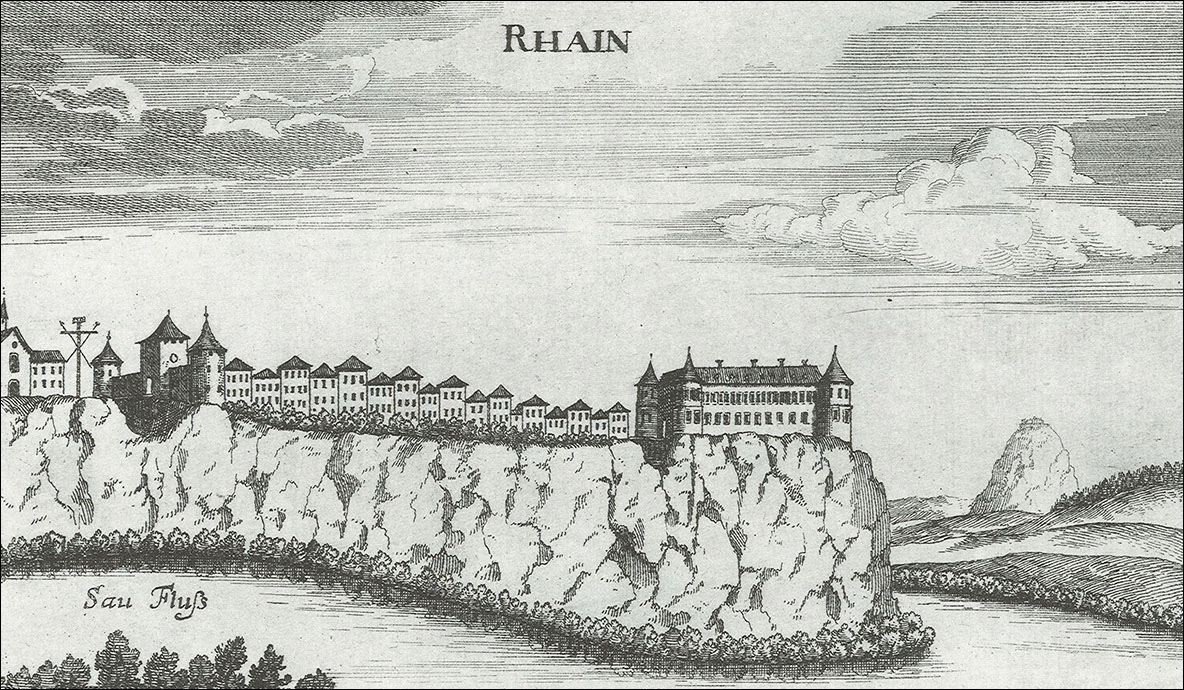
Schloss Brežice um 1690

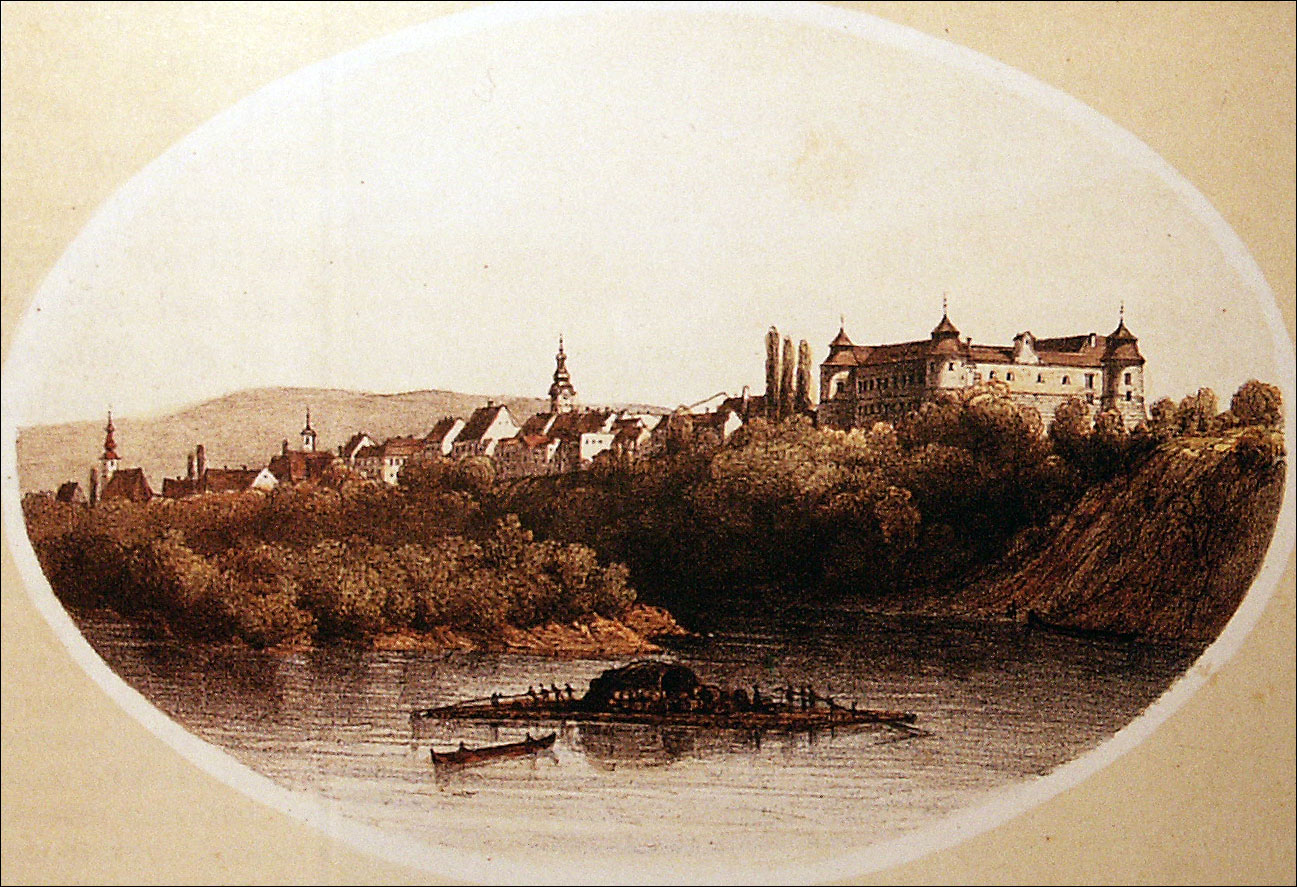
Schloss Brežice um 1860

Das Schloss Brežice (slowenisch: Grad Brežice, deutsch: Schloss Rann) ist eine Anlage aus dem 16. Jahrhundert. Sie steht auf einer Anhöhe über der Save in der Stadt Brežice in Slowenien.
Die Anlage ist im slowenischen Kulturerberegister eingetragen.

## Geschichte
Bereits vor 1241, als Brežice (damals Gradišče genannt) erstmals erwähnt wurde, gab es an der Stelle eine hölzerne Festung. Eine Burg wurde erstmals 1249 erwähnt. Als Vorgänger des heutigen Schlosses wurde sie vermutlich im späten 12. Jahrhundert erbaut, als Brežice zum Verwaltungs- und Wirtschaftszentrum der Besitztümer des Bistums Salzburg im Unteren Save-Tal wurde. Neben einer Garnison beherbergte die Burg eine Münzstätte und Gerichtskammern. Die Burg war damals unter dem deutschen Namen Rain (= Flussufer) bekannt, ebenso wie die umliegende Siedlung.
Im Jahr 1479 geriet die Landschaft um Rain in einen Krieg zwischen Kaiser Friedrich III. von Habsburg und dem ungarischen König Matthias Corvinus. Die Streitkräfte des Königs nahmen die Burg dem Bistum Salzburg ab und besetzten sie bis zur Unterzeichnung des Friedensvertrages von Pressburg im Jahr 1491, woraufhin sie an die Habsburger übertragen wurde.
Während des Bauernaufstands von 1515 wurde die Burg und Stadt niedergebrannt. Nach dem Wiederaufbau wurde sie 1528 erneut durch Brand zerstört. Zwischen 1530 und 1551 rissen italienische Baumeister die Ruinen der alten Burg ab und errichteten die Hauptelemente des heutigen Bauwerks: vier Verteidigungstürme, die durch doppelte Verteidigungsmauern verbunden waren. Zu den Architekten gehörte Julio Dispatio aus Meran. 1554/55 arbeiteten die Baumeister und Andrea und Domenico dell’Allio am Schloss. Eine in die Fassade eingebaute Wappenstele weist darauf hin, dass die Arbeiten unter Franz Gall von Gallenstein im Jahr 1590 endgültig abgeschlossen wurden.
Die Burg überstand nicht nur türkische Überfälle, sondern war auch die einzige Festung im Unteren Save-Tal, die einem weiteren Bauernaufstand im Jahr 1573 unter der Führung von Ilija Gregorič standhielt.
Mitte des 17. Jahrhunderts ging die Burg aus den Händen der Gallensteins an das kroatische Adelshaus Frankopan über, später in den Besitz der Familie Attems-Heiligenkreuz. Bis zur zweiten Hälfte des 18. Jahrhunderts wurde die Burg zur heutigen Schlossanlage umgebaut. Zusätzlich zur Aufschüttung der Wassergräben wurde unterhalb des Südflügels eine Terrasse angelegt, die Platz für Obstgärten und Gärten schaffte. Um 1720 wurde der Westflügel umgebaut und eine große Treppe und eine Kapelle gebaut, deren Wände zwischen 1715 und 1732 vom steirischen Maler Franz Ignaz Flurer dekoriert wurden. Die Gebäude wurden neu überdachet; die Türme erhielten gleichzeitig Mansarddächer.
Das Schloss wurde durch ein Erdbeben, das die Stadt Brežice am 29. Januar 1917 während des Ersten Weltkriegs erschütterte, erheblich beschädigt. Zu dieser Zeit diente der große Saal als Lazarett. Die Grafen Attems behielten das Anwesen bis zu seiner Verstaatlichung im Jahr 1945 für eine Gesamtdauer von 251 Jahren.

## Jüngere Geschichte und heutige Nutzung
Unmittelbar nach dem Zweiten Weltkrieg wurde das Schloss in ein Wohngebäude für über 20 Familien umgewandelt. Seit 1949 befindet sich das Posavje-Museum in den Räumlichkeiten des Schlosses. Es war von Anfang an in die drei Abteilungen Archäologie, Ethnologie und Heimatgeschichte unterteilt und von seinem ersten Direktor Franjo Stiplovšek (1898–1963) kuratiert.
Unter dem Westflügel befindet sich ein Weinkeller, der seit 1946 für die Weinproduktion genutzt und zuletzt 2003 renoviert wurde. Der teils in den Fels gehauene Raum ist der einzige Keller dieser Art in ganz Slowenien. Er wird sowohl für Degustationen der Archivweine des Schlosses als auch zur Besichtigung genutzt, ist also der Öffentlichkeit zugänglich. Ein Wandgemälde zum Jahrestag des slowenisch-kroatischen Bauernaufstands 1573 aus dem Jahr 1959 im Treppenhaus erinnert noch an Stiplovšek.
Die Zugbrücke wurde durch eine feste Brücke ersetzt, der Burggraben wurde zugeschüttet. Nur die Ketten erinnern noch an die ehemalige Funktion zur Verteidigung. Im historischen Rittersaal, der heute vielfältigen Funktionen gerecht wird, wurden zahlreiche ausländische Filme gedreht. Am bekanntesten ist Der rechte Arm der Götter mit Jackie Chan von 1986, der den Nimbus hervorhebt, die Burg sei uneinnehmbar.